# Great Pretender
Great Pretender (グレートプリテンダー Gurētopuritendā?), también conocida como El timador timado en España y El gran farsante en Latinoamérica, es una serie de anime producida por Wit Studio, dirigida por Hiro Kaburagi y escrita por Ryōta Kosawa. El argumento sigue las andanzas de Makoto Edamura, un joven timador japonés que se ve envuelto en varias estafas a escala mundial.
El anime cuenta con 23 episodios que han sido transmitidos entre julio y diciembre de 2020 por Fuji TV en Japón. A nivel internacional, los derechos son propiedad de la plataforma Netflix.

## Argumento
Makoto Edamura es el mayor estafador de todo Japón. Junto a su compañero Kudo intentan engañar a un hombre francés en Asakusa, pero son ellos los que resultan estafados. El francés es Laurent Thierry, un hombre de altísimo nivel de confianza de los grupos mafiosos. Edamura no será consciente de en qué se ha metido al relacionarse con él hasta que sea tarde.

## Personajes
Makoto Edamura (枝村真人 Edamura Makoto?)
 Seiyū: Chiaki Kobayashi
El protagonista, un estafador japonés de poca monta que aspira a cosas mayores. Con la esperanza de encontrar un buen trabajo para pagar las facturas médicas de su madre enferma, comienza a trabajar para una compañía que está cometiendo fraude sin que el lo sepa, y es arrestado y encarcelado por su participación. Incapaz de encontrar un trabajo honesto después de ser puesto en libertad condicional debido a su arresto y al estigma del pasado criminal de su padre, decide convertirse en un estafador. Termina convirtiéndose en el compañero de Laurent después de un intento fallido de estafarlo. Laurent lo apoda "Edamame" ya que tiene dificultades para pronunciar su nombre.
Laurent Thierry (ローラン・ティエリー Rōran Tierī?)
 Seiyū: Jun'ichi Suwabe
Un experto estafador francés, conocido por su persuasión y su rápido ingenio. Él opera como un caballeroso ladrón, solo apunta a personas ricas y corruptas que son una influencia negativa para la sociedad. Él usa las estafas para exponer a sus objetivos por sus fechorías, mientras ayuda a aquellos que fueron víctimas de sus objetivos a vivir vidas honestas y felices. Aunque despiadado con sus víctimas, trata a sus camaradas y asociados como una familia. Tiene una naturaleza coqueta y es un playboy reputado.
Abigail Jones (アビー・ジョーンズ Abigeiru Jōnzu?)
 Seiyū: Natsumi Fujiwara
Una mujer atlética y taciturna que es la segunda al mando de Laurent. Sus grandes habilidades físicas provienen en parte de su entrenamiento de ballet infantil. Su vida cambió cuando estalló la guerra en su tierra natal y lleva una medalla abollada que ganó en una competencia de ballet como recuerdo de sus padres.
Cynthia Moore (シンシア・ムーア?)
 Seiyū: Mie Sonozaki
Una de las asociadas de Laurent que usa sus encantos femeninos y habilidades de actuación para manipular a sus objetivos. Sus habilidades vinieron de su entrenamiento para convertirse en actriz de teatro cuando era joven.
Kudo (工藤 Kudō?)
 Seiyū: Yōhei Tadano
Un estafador y el jefe de Edamame en su primer trabajo. Después de ser atrapado por la policía, se une a la pandilla de Laurent.
Kim Si Won (キム・シウォン Kimu shiu~on?)
 Seiyū: Kujira
Una estafadora coreana y una de las asociadas de Laurent.

### Los Ángeles
Eddie Cassano (エディ・カッサーノ Edi Kassāno?)
 Seiyū: Atsushi Ono
Un director de cine de Hollywood que vende drogas en secreto.
Salazar (サラザール Sarazāru?)
 Seiyū: Ryōta Takeuchi
Un guardaespaldas que trabaja para Cassano; su esposa murió muchos años antes de los eventos de la serie. Tiene un hijo llamado Tom que vive en un hogar de acogida.
Inspector Anderson (アンダーソン警部 Andāson Keibu?)
 Seiyū: Atsuki Tani
Un detective de LAPD que ha estado persiguiendo a Cassano durante años; siente una gran aversión por los encurtidos . Tiene una hija que asiste a la universidad y estudia en el extranjero.

### Singapur
Sam Ibrahim (サム・イブラヒム Samu Iburahimu?)
 Seiyū: Fuminori Komatsu
Magnate del petróleo árabe y organizador de la Pathfinder Air Race.
Clark Ibrahim (クラーク・イブラヒム Kurāku Iburahimu?)
 Seiyū: Chikahiro Kobayashi
Un piloto as y el hermano menor de Sam.
Lewis Mueller (ルイス・ミュラー Ruisu Myurā?)
 Seiyū: Kenji Nomura
Piloto de acrobacias aéreas y ex piloto de combate en las Fuerzas Armadas de los Estados Unidos.
Isabelle Mueller (イザベル・ミュラー Izaberu Myurā?)
 Seiyū: Mayumi Sako
Esposa de Lewis.

### Londres
James Coleman (ジェームス・コールマン Jēmusu Kōruman?)
 Seiyū: Yoshito Yasuhara
Un tasador de arte.
Thomas Meyer (トーマス・メイヤー Tōmasu Meiyā?)
 Seiyū: Daisuke Hirakawa
Exnovio de Cynthia.
Farrah Brown (ファラ・ブラウン Fara Buraun?)
 Seiyū: Takako Honda
Una mujer rica enamorada de Coleman.
Tim (ティム Timu?)
 Seiyū: Shōgo Nakamura
Mayordomo de Farrah.

### Tokio
Akemi Suzaku (朱雀 ア ケ ミ Suzaku Akemi?)
 Seiyū: Gara Takashima
CEO de Suzaku Association, una corporación que administra empresas comerciales en Tokio y Shanghái.
Ishigami (石 神 Ishigami?)
 Seiyū: Tomokazu Seki
Jefe de Edamame en Scarlet Company.
Igarashi (五十 嵐 Igarashi?)
 Seiyū: Shinya Kote
Un personaje de la serie de acción en vivo The Confidence Man JP.

### Shanghái
Liu Xiao (劉 萧 Liú Xiao?)
 Seiyū: Shūhei Sakaguchi
El jefe de la mafia Shanghai Longhu-bang que gana dinero con la trata de personas.
Chen Yao (陳 堯 Chen Yáo?)
 Seiyū: Tsuguo Mogami
La mano derecha de Liu.

### Otros
Miki Edamura (枝 村 美 紀 Edamura Miki?)
 Seiyū: Ayumi Tsunematsu
La difunta madre de Edamura . Ella animó a Edamura a mantener la moral alta desde el arresto de su esposo.
Emma Thierry (エ マ ・ テ ィ エ リ ー Ema Tierī ?)
 Seiyū: Aya Endō
La difunta madre de Laurent. Ella era disléxica, fue víctima de una estafa, eso llevó a Laurent a convertirse en un estafador.

## Contenido de la obra

### Anime
Durante la Anime Expo de 2019, Wit Studio reveló que están produciendo una nueva serie original de anime dirigida por Hiro Kaburagi y escrita por Ryota Kosawa. Yoshiyuki Sadamoto está diseñando los personajes y Yutaka Yamada componiendo la música. La serie se emitió en el bloque de programación de anime +Ultra de Fuji TV y BS Fuji del 8 de julio al 16 de diciembre de 2020. Fuera de Japón, Netflix lanzó la primera "temporada", que comprende los Casos 1 a 3, el 20 de agosto de 2020 y el Caso 4 restante el 25 de noviembre de 2020. Yamada también compone el tema de apertura «G.P.», mientras que el tema de cierre es una versión de la canción «The Great Pretender» interpretada por el vocalista principal de Queen, Freddie Mercury, grabada originalmente por The Platters.
La historia de la serie se divide en bloques de episodios llamados "Casos". Caso 1: Conexión en Los Ángeles son los episodios 1 al 5, Caso 2: El cielo de Singapur son los episodios 6 al 10, Caso 3: La nieve de Londres son los episodios 11 al 14 y Caso 4: El mago del Lejano Oriente son los episodios 15 al 23. El Caso 1 comenzó a transmitirse en Netflix Japón el 2 de junio de 2020, seguido del Caso 2 el 9 de junio. El Caso 3 comenzó a transmitirse en Netflix Japón el 16 de junio de 2020 y el Caso 4 siguió el 21 de septiembre.
Una secuela, titulada Great Pretender razbliuto, se estrenará el 23 de febrero de 2024 en DMM TV, luego de sus proyecciones en cines en Norteamérica los días 9 y 10 de enero. Crunchyroll obtuvo la licencia de la secuela.

### Manga
Una adaptación a manga de Daichi Marui se lanzó en Mag Comi y LINE Manga de Mag Garden a partir del 10 de junio. El manga está licenciado en Norteamérica por Seven Seas Entertainment. La serie hizo una pausa el 10 de septiembre de 2020 debido a la mala salud de Marui.

#### Lista de volúmenes
| Volúmenes de manga publicados | Volúmenes de manga publicados | Volúmenes de manga publicados |
| Número                        | Fecha de lanzamiento          | ISBN                          |
| ----------------------------- | ----------------------------- | ----------------------------- |
| 1                             | 10 de julio de 2020           | ISBN 978-4-80000-993-7        |